# توکینیا ویلکا
توکینیا ویلکا (به لاتین: Tłokinia Wielka) یک منطقهٔ مسکونی در لهستان است که در Gmina Opatówek واقع شده‌است.

## خصوصیات
توکینیا ویلکا ۴۴۰ نفر جمعیت دارد.